# Neomyxine biniplicata
Neomyxine biniplicata är en ryggsträngsdjursart som först beskrevs av Richardson och Jowett 1951.  Neomyxine biniplicata ingår i släktet Neomyxine och familjen pirålar. IUCN kategoriserar arten globalt som otillräckligt studerad. Inga underarter finns listade i Catalogue of Life.